# Културен живот
„Културен живот“ (на македонска литературна норма: Културен Живот) е месечно културно списание от Северна Македония.
Първият брой на списанието е отпечатан в Скопие през ноември 1956 година, като пръв главен редактор е Перо Коробар, а отговорен редактор Мето Йовановски. Известен период главен редактор бил и Душко Калич (юли 1957 – септември 1959). Най-дълго начело на списанието е Борис Вишински како главен редактор от ноември 1959, а по-късно като главен и редактор уредник.
Списанието публикува статии, поезия, проза, художествени притурки, интервюта и отделни притурки от драматичната литература на автори от страната и чужбина. От 1972 до 1991 година излиза десет пъти годишно, от 1992 до 1993 година – три пъти, а от 1994 година е месечно списание.